# Rose de Lima
Pour les articles homonymes, voir Sainte Rose.
Isabel Flores de Oliva, en religion Rose de Lima (1586-1617),  est une mystique péruvienne, la première sainte du Nouveau Monde. 

## Vie

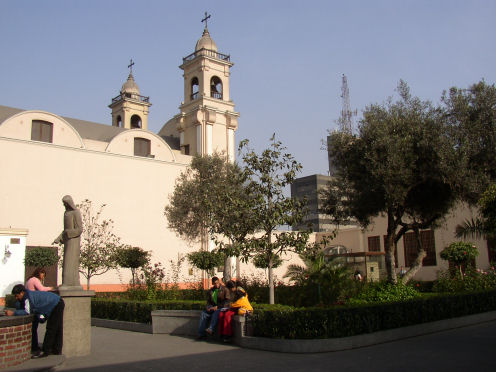
Le cloître de Sainte-Rose à Lima.

Elle est née en 1586 à Lima, dans la vice-royauté du Pérou sous les règnes des rois Phiippe II et Philippe III d'Espagne. Issue d'une famille pauvre, elle est la dixième enfant de parents nés en Espagne métropolitaine. Elle vint au monde, alors que Turibe de Mogrovejo était archevêque de Lima.
Peu après l'âge de quatre ans (1590), elle sut lire, sans l'avoir jamais appris, et se nourrira du récit de la vie de sainte Catherine de Sienne, canonisée en 1461, qui deviendra son modèle de vie spirituelle. Elle décide alors de consacrer sa vie à Dieu.
À l'âge de vingt ans, en 1606, elle prend l'habit des tertiaires dominicaines. Mais, comme il n'y avait pas de couvent dans la ville où elle habitait, elle se réfugie dans un minuscule ermitage, tout au fond du jardin de ses parents, où elle passera le restant de ses jours dans la prière et les mortifications.
Elle bénéficia aussi de grâces mystiques, si bien que la méfiance de l'Inquisition lui valut plusieurs examens de la part des autorités religieuses. La profondeur de ses réponses étonnèrent alors ses détracteurs.
Dans le même temps, elle se dévoue au service des Indiens, des enfants abandonnés, des vieillards, des infirmes, et des malades.
À sa mort en 1617, à l'âge de 31 ans, le peuple de Lima se précipita sur sa tombe pour y recueillir un peu de la terre qui la recouvrait. Léonard Hansen a écrit la première biographie de Rosa Peruana en 1664.
Elle fut canonisée par le pape Clément X le 12 avril 1671. Elle est fêtée le 30 août jusqu'en 1970, puis fêtée le 23 août, sauf au Pérou où elle est encore fêtée le 30.
Plusieurs de ses disciples, notamment Luisa Melgarejo de Soto, María de Santo Domingo (en), Inés Velasco, Isabel de Ormaza, et Ana María Pérez, ont à l'inverse été poursuivies par l'Inquisition, accusées d'hérésie.

## Postérité

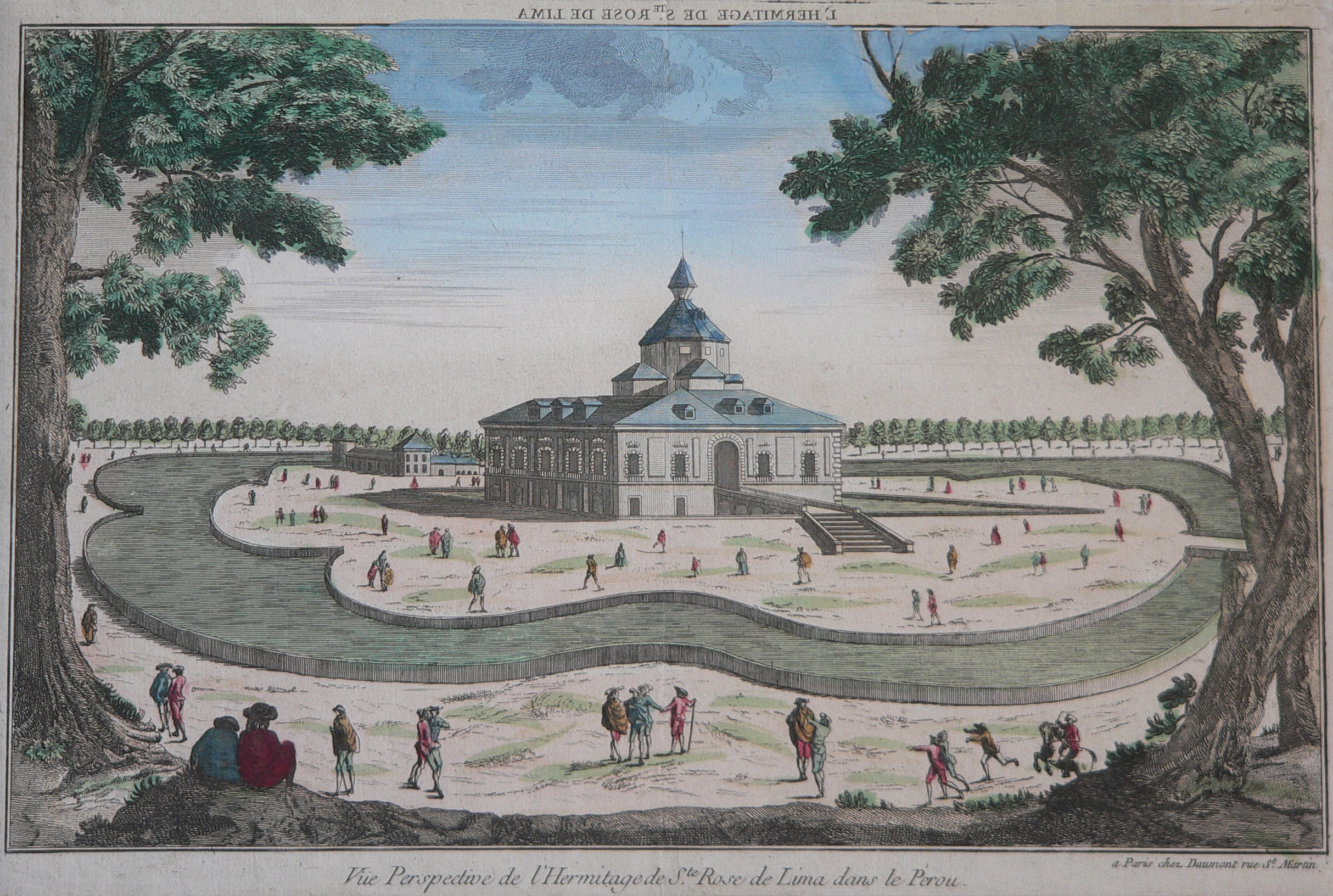
La basilique construite sur l'ermitage de Sainte-Rose de Lima.

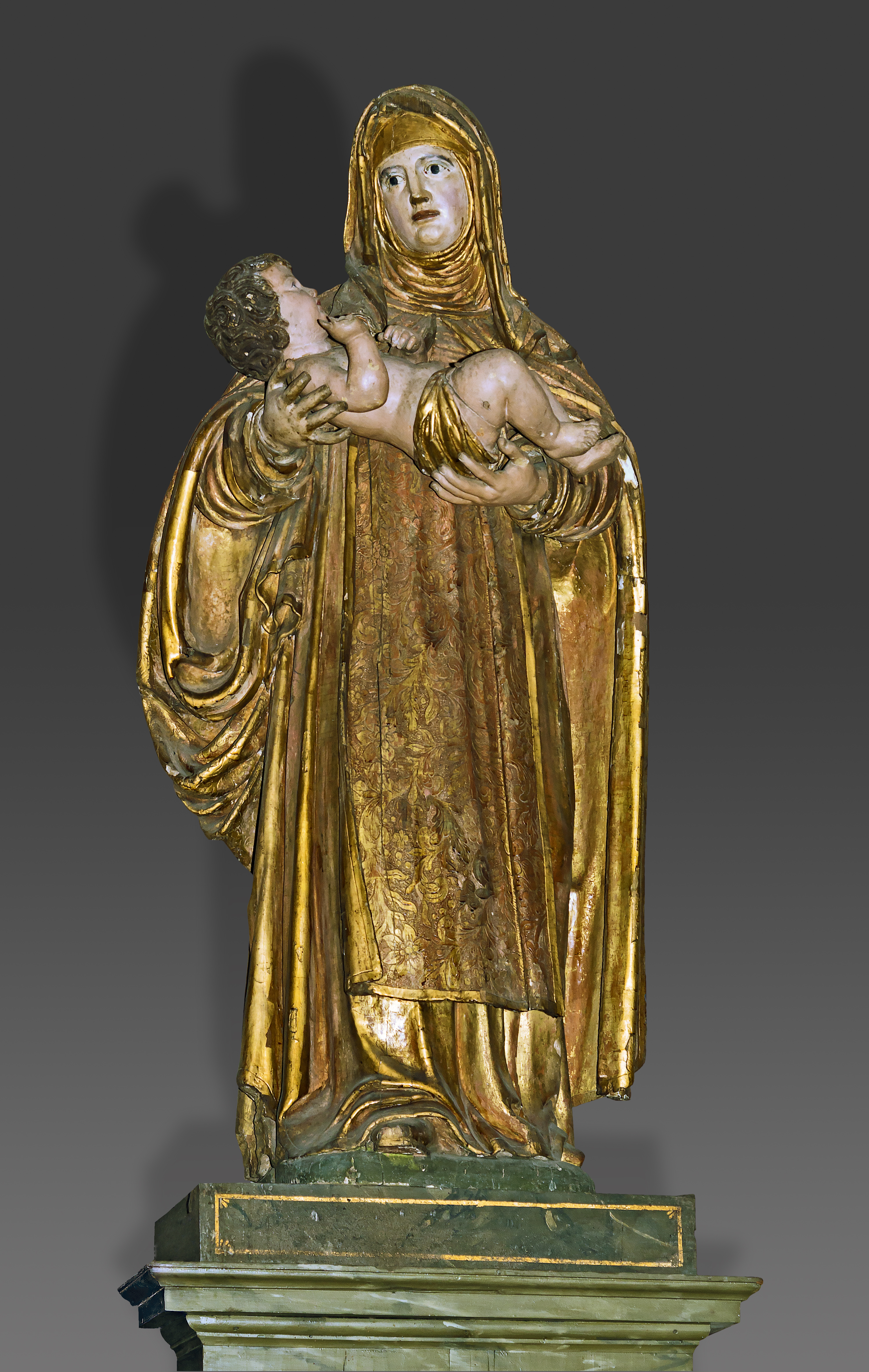
Rose de Lima par Thibaud Maistrier.

Sainte Rose de Lima est patronne des Amériques, des Philippines, du Pérou, de la ville de Lima, de la police nationale et de l'université catholique du Pérou.
Tous les ans, à l'occasion de la solennité de sainte Rose de Lima, le 30 août (férié au Pérou), une cérémonie religieuse réunit les autorités politiques, diplomatiques et militaires du pays. Sa statue est ensuite portée en procession de la cathédrale de Lima au sanctuaire qui lui est dédié, c'est-à-dire la basilique Notre-Dame du Rosaire du monastère Saint-Dominique (es), où son corps repose aux côtés de ceux de Martin de Porrès et Jean Macias. Elle est également à l'origine de la fête traditionnelle du royaume d'Araucanie et de Patagonie le 30 août.
Son culte semble s'être établi en France dès sa canonisation, puisqu'on trouve une statue d'elle exécutée par Thibaud Maitrier pour l'église Saint-Exupère de Toulouse, reconstruite par les carmes entre 1620 et 1623.
Au Québec, ont été nommés en son honneur le quartier de Sainte-Rose de Laval, la rue Rose-de-Lima à Montréal dans le quartier Saint-Henri, le village nommé Sainte-Rose de Poularies en Abitibi ainsi que Sainte-Rose-Du-Nord dans la municipalité régionale de comté du Fjord-du-Saguenay.
Le dernier roi du Rwanda, Kigeli V, créa une baronnie de Sainte Rose de Lima, le 25 juillet 2016.

## Iconographie
On l'identifie grâce à la rose que tient l'Enfant Jésus et grâce au rossignol avec lequel elle se livrait à des concours mystiques de chant, comme dans le tableau de Giambattista Tiepolo La Vierge apparaît à sainte Rose de Lima, à sainte Catherine de Sienne et à sainte Agnès de Montepulciano, réalisé en 1748 et conservé à l'église dei Gesuati à Venise.
Sainte Rose de Lima est aussi le personnage représenté sur le billet de 200 sols péruviens,,.

### Sources
- J.-M. Planchet, Nouvelle Vie des saints, p. 345.
- Rosa Giorgi, Le Petit Livre des saints, Larousse, 2006, page 670  (ISBN 2-03-582665-9).